# Togo i olympiska sommarspelen 1972
Togo deltog i de olympiska sommarspelen 1972 med en trupp bestående av sju manliga deltagare, men ingen av dessa erövrade någon medalj. De deltog i fem tävlingar i tre sporter.

## Boxning
Två boxare representerade Togo vid spelen.
| Boxare        | Gren       | Första rundan        | Andra rundan         | Tredje rundan        | Kvartsfinal          | Semifinal            | Final                | Final |
| Boxare        | Gren       | Motståndare Resultat | Motståndare Resultat | Motståndare Resultat | Motståndare Resultat | Motståndare Resultat | Motståndare Resultat | Plats |
| ------------- | ---------- | -------------------- | -------------------- | -------------------- | -------------------- | -------------------- | -------------------- | ----- |
| Guy Segbaya   | Fjädervikt | Bye                  | Amin (EGY) 0-5       | Gick inte vidare     | Gick inte vidare     | Gick inte vidare     | Gick inte vidare     | 17    |
| Komlan Kalipe | Weltervikt | Valdez (USA) 0-5     | Gick inte vidare     | Gick inte vidare     | Gick inte vidare     | Gick inte vidare     | Gick inte vidare     | 33    |

## Cykling
Tre cyklister tävlade för Togo, Gbedikpe Emmanuel Amouzou, Charles Leodo och Tompson Mensah, samtliga i linjeloppet. Ingen av dem slutförde loppet.

## Friidrott
800 meter
- Roger Kangni - 47:e plats
  - Heat — 1:52,1(→ gick inte vidare)

Längdhopp
- Martin Adouna - 31:e plats
  - Kval — 7,25m (→ gick inte vidare)